# Lascars (série télévisée d'animation)
Pour les articles homonymes, voir Lascar.
Lascars (communément appelée Les Lascars) est une série télévisée d'animation française en 60 épisodes d'environ 2 minutes, crée par un collectif de rappeurs et graphistes – scénaristes et auteurs : Izm, Number 6, Eldiablo, Alexis Dolivet et Cap 1, diffusée à partir du 21 juillet 1998 sur Canal+.
La première saison de 30 épisodes (des sketches d'une minute) a été diffusée en 1998 sur Canal+, puis sur MCM et est devenue un véritable phénomène sur internetInterprétation abusive ?. La deuxième saison de 30 épisodes a été diffusée à partir du 3 septembre 2007 sur Canal+.
La série a été adaptée en bande dessinée en deux tomes : La Vraie Vie des vrais gars en 2008 et Pas de vacances pour les vrais gars en 2009.
Adapté ensuite en long métrage, Lascars est sorti au cinéma le 17 juin 2009 et a été sélectionné au Festival de Cannes. Le film livre une vision sans cliché de la cité[Interprétation personnelle ?], avec les voix de Vincent Cassel, Omar et Fred, Gilles Lellouche, Frédérique Bel, Vincent Desagnat, ou encore Diam's.

## Synopsis
Cette série met en scène les aventures ou mésaventures de jeunes de banlieue, avec autodérision au cœur de la "culture de la vanne", des "bastons de regards", et des "gros mytho".[Interprétation personnelle ?]

## Voix
De nombreux artistes, notamment des rappeurs, ont prêté leur voix aux personnages de la série, parmi lesquels : Saïd Taghmaoui, Daddy Lord C, Doudou Masta, Adrienne Pauly, Rocca, Féodor Atkine, Diam's, Faïza Guène, Vincent Cassel, Omar et Fred, Kader Ayd, Leïla Bekhti, Tunisiano, Disiz la Peste, Maj Trafyk, Jean-Pierre Limery, Claudia Tagbo, Dembo Goumane, H Magnum.[réf. nécessaire]

## Épisodes

### Première saison (1998)
1. J'fais d'la thaï
2. L'Affranchi
3. Ma bite
4. Bonnes meufs
5. Cigarette
6. Le frisson de la honte
7. On entre pas
8. Ophélie
9. Playboy s'iouplait
10. Tomblar Story
11. Salope
12. Tapage
13. Une aventure incroyable
14. Crevard
15. Un cri dans la nuit
16. La drogue, c'est de la merde
17. Insécurité
18. La Classe
19. Ma vieille branche le keuf
20. Parlons peu mais parlons bien
21. La pharmacie de la honte
22. Pouilldé
23. Réinsertion
24. La sédition, c'est la solution
25. La surprise du chef
26. Tasspé
27. Tebé 3
28. The Show Must Go On
29. Faut qu'on branche
30. Baston de regards[12]

### Deuxième saison (2007)
1. Round 2
2. Révélation
3. Suppot de Satan
4. Coup de pression
5. Vieux dossiers
6. Devine qui vient dîner
7. Faut pas m'vénère !
8. Cerbère
9. SOS SMS
10. Collabo
11. Oh Macumba
12. Ni gigolo ni soumis
13. Usual fonblard
14. Les copains, c'est fait pour ça
15. Salauds de kainris
16. La théorie des phéromones
17. La tournante
18. Ultimate fister
19. Westcoast
20. Un taxi pour Deauville
21. Café, croissant, etc.
22. Le dernier rebelle
23. Starfucker
24. J'teken III
25. La main dans le sac
26. Mal parleur
27. Pass pass le oinj
28. Emeute
29. Retour au vintage
30. Schlague Attack[13]

### Épisodes «spéciaux»[pourquoi?]
1. Carotte
2. Ta mère

## Autour de la série
- La première saison est sortie en DVD le 18 septembre 2001[14]. Cette édition comprend en suppléments le making of de la série, ainsi que les deux épisodes spéciaux précédemment mentionnés.[réf. nécessaire]
- Un épisode inédit nommé Pour une poignée de galères... a été posté sur YouTube le 21 septembre 2006 par Eldiablo. Il s'agit d'un épisode d'un peu moins de 6 minutes, faisant office de pilote pour un format de série à base d'épisodes de 20 minutes, qui n'a pas vu le jour[15].
- Une seconde édition DVD regroupant les deux premières saisons, incluant divers bonus, est sortie le 9 décembre 2008[16].

## Récompenses
- 2012 : Meilleur programme court au Festival de la fiction TV de La Rochelle[17]
- 2014 : Meilleur programme court en série au Festival de la fiction TV de La Rochelle[18]